# سوفی، کنتس دو سگور
کنتس سوفی روستوپشین دو سگور (به فرانسوی: Sophie Rostopchine, comtesse de Ségur) ‏(۱ اوت ۱۷۹۹ در سن پترزبورگ - ۹ فوریه ۱۸۷۴ در پاریس) نویسنده فرانسوی‌تبار زاده روسیه بود.
کنتس دو سگور امروزه بیشتر به خاطر رمان «تلخکامیهای سوفی» و خاطرات یک الاغ یا «خاطرات یک خر» شناخته می‌شود. رمان «تلخکامیهای سوفی» را اسماعیل سعادت در ۱۳۴۲ به فارسی ترجمه کرده‌است. رمان خاطرات یک الاغ یا «خاطرات یک خر» برای نخستین بار تحت عنوان «خرنامه» توسط اعتمادالسلطنه در ۱۳۰۶ هجری قمری به روش اقتباس یا ترجمهٔ آزاد به فارسی برگردانده شد و بعدها چند مترجم دیگر نیز آن را دوباره به فارسی منتشر کردند.